# Skeleton-Juniorenweltmeisterschaft 2020
Die Skeleton-Juniorenweltmeisterschaft 2020 war die 18. Austragung der Skeleton-Juniorenweltmeisterschaft und fand zwischen dem 4. und dem 9. Februar 2020, gemeinsam mit der Bob-Juniorenweltmeisterschaft 2020, in der Veltins-Eisarena in Winterberg statt. Bei den Frauen konnte die tschechische Skeletonpilotin Anna Fernstädt zum dritten Mal hintereinander den Junioren-Weltmeistertitel gewinnen und ist damit die erste Skeletonpilotin, welche drei Junioren-Weltmeistertitel gewinnen konnte. Bei den Herren konnte der deutsche Skeletonprofi Felix Keisinger ebenfalls seinen Junioren-Weltmeistertitel aus den Vorjahr verteidigen.

## Teilnehmende Nationen
| Europa (14 Nationen) |                                                                               |
| --- | ----------------------------------------------------------------------------- |
| \| - Belgien - Dänemark - Deutschland - Frankreich - Italien - Lettland - Vereinigtes Königreich \| - Österreich - Rumänien - Russland - Schweiz - Spanien - Tschechien - Ukraine \| |                                                                               |
| Amerika (1 Nation) |                                                                               |
| - Kanada |                                                                               |
| Asien (2 Nationen) |                                                                               |
| - Japan - Volksrepublik China |                                                                               |
| - Belgien - Dänemark - Deutschland - Frankreich - Italien - Lettland - Vereinigtes Königreich                                                                                        | - Österreich - Rumänien - Russland - Schweiz - Spanien - Tschechien - Ukraine |

## Medaillenspiegel
| Platz | Land        |   |   |   |   |
| ----- | ----------- | - | - | - | - |
| 1     | Deutschland | 1 | 2 | 2 | 5 |
| 2     | Tschechien  | 1 | – | – | 1 |
| Total | Total       | 2 | 2 | 2 | 6 |

## Medaillengewinner
| Wettbewerb | Gold            | Gold        | Silber         | Silber      | Bronze         | Bronze      |
| Wettbewerb | Sportler        | Leistung    | Sportler       | Leistung    | Sportler       | Leistung    |
| ---------- | --------------- | ----------- | -------------- | ----------- | -------------- | ----------- |
| Frauen     | Anna Fernstädt  | 1:59,41 min | Susanne Kreher | 1:59,85 min | Hannah Neise   | 1:59,89 min |
| Männer     | Felix Keisinger | 1:52,40 min | Felix Seibel   | 1:52,78 min | Fabian Küchler | 1:53,02 min |